# Brown Scarp
Das Brown Scarp ist ein schmales, keilförmiges und 2410 m hohes Massiv im ostantarktischen Viktorialand. Die 2,5 km lange Formation erstreckt sich zwischen dem Palais-Gletscher und dem Waddington-Gletscher. Die nördlichen Hänge des Massivs haben eine moderate Steigung während es nach Süden eine markante Geländestufe aufweist.
Das Advisory Committee on Antarctic Names benannte das Massiv 1994 nach Arthur J. Brown, von 1982 bis 1990 stellvertretender Programmdirektor der ITT Antarctic Services Inc., einem von der National Science Foundation für Arbeiten in Antarktika beauftragten Unternehmen.